# Дрімлюга гаянський
Дрімлюга гаянський (Setopagis maculosa) — вид дрімлюгоподібних птахів родини дрімлюгових (Caprimulgidae). Цей рідкісний, малодосліджений вид птахів, відомий за одним зразком, є ендеміком Французької Гвіани.

## Опис
Довжина голотипа стакновить 22,5 см, довжина його крила становить 139 мм, довжина хвоста 112 мм, довжина дзьоба 8 мм, довжина цівки 17,5 мм. Верхня частина тіла сіро-коричнева, поцяткована коричневими плямами і широкими чорнувато-бурими смугами. Обличчя каштанове. На задній частині шиї нечіткий рудувато-коричневий "комір", поцяткований коричневими смугами. Покривні пера крил сірувато-коричневі, сильно поцятковані охристими і коричневими плямами, плечі чорнувато-бурі, пера на них мають широкі охристі края. Хвіст коричневий, поцяткований декількома невеликими білими плямками, сірувато-коричневими плямами і чорнувато-бурими смугами. Підборіддя, горло і верхня частина грудей охристі х каштановим відтінком, поцятковані коричневими смугами. Живіт і боки охристі, поцятковані коричневими смугами. 

## Поширення і екологія
Гаянські дрімлюги відомі лише за голотипом — самцем, спійманим у 1917 році. У 1982 році, за 180 км від місця, де був спійманий голотип, науковці піймали самицю, яку пізніше ідентифікували як гаянську дрімлюгу. Імовірно, гаянські дрімлюги живуть у вологих рівнинних тропічних лісах.